# Dirk Bikkembergs
Dirk Bikkembergs (Keulen, 2 januari 1959) is een Belgische modeontwerper. Hij is een van de zogenaamde Antwerpse Zes.

## Biografie
Bikkembergs woonde korte tijd in Duitsland als zoon van een militair gestationeerd in Duitsland. Zijn jeugd bracht hij bijna volledig door in Diepenbeek, Limburg, België. Bikkembergs studeerde in 1982 af aan de Antwerpse Koninklijke Academie voor Schone Kunsten, beter bekend als de Antwerpse Modeacademie.

In 1986 maakte hij indruk met zijn eerste collectie mannenschoenen in militaristische stijl. In 1989 kwam hij met mannenkleding en in 1993 kwam daar ook vrouwenkleding bij.
Bikkembergs werd ook bekend omdat hij op zijn modedéfilés professionele voetballers als modellen gebruikte, zoals Gilles de Bilde. De band met sport, in het bijzonder voetbal, werd later nog hechter. Hij creëerde in 2000 een sportlijn, "Bikkembergs Sport", met als logo het silhouet van een voetballer. In 2003 werd hij de officiële ontwerper voor de voetbalclub Inter Milaan. In 2005 werd hij zelfs eigenaar en enige sponsor van de amateurvoetbalploeg, die vanaf dat moment FC Bikkembergs Fossombrone heette en uitsluitend in door hem ontworpen uitrustingen speelde. De keuze voor een kleine ploeg in plaats van een topploeg was bewust om te benadrukken dat Bikkembergs Sport "er voor iedereen is", zoals Bikkembergs het zelf uitdrukte.
Hij was de eerste modeontwerper die toestemming kreeg een modeshow te houden in het befaamde Camp Nou-stadion van voetbalclub FC Barcelona.
In 2004 ontving Bikkembergs de Italiaanse Oscar della Moda als beste internationale modeontwerper.
In 2006 introduceerde hij als onderdeel van een nieuwe voetbalcollectie de Bix, een voetbalschoen gemaakt uit kangoeroeleder, het materiaal dat oorspronkelijk voor voetbalschoenen werd gebruikt. De schoenen zijn uitsluitend via de internet-site van Bikkembergs Football te koop.